# Hypsiboas lemai
Hypsiboas lemai är en groddjursart som först beskrevs av Juan A. Rivero 1972.  Hypsiboas lemai ingår i släktet Hypsiboas och familjen lövgrodor. IUCN kategoriserar arten globalt som livskraftig. Inga underarter finns listade i Catalogue of Life.